# Ebenezer, Vårdsberg
Ebenezer, Vårdsberg är en kyrkobyggnad i Vårdsberg, Linköpings kommun. Kyrkan tillhörde från början Örebromissionen som uppgick i Evangeliska Frikyrkan. Kyrkan tillhörde tidigare Vårdsbergs baptistförsamling.

## Instrument
I kyrkan finns en elorgel med två manualer och pedal.